# Saint-Dizier-la-Tour
Saint-Dizier-la-Tour è un comune francese di 231 abitanti situato nel dipartimento della Creuse nella regione della Nuova Aquitania.

## Società

### Evoluzione demografica
Abitanti censiti